# Турський грош
Турський грош (фр. gros tournois) — французька срібна монета типу грош, вперше випущена у м. Турі в 1266 році за часів Людовика IX (1226—1270). Турський грош зіграв важливу роль для торгівлі в країнах, північніше від Альп. За зразком турського гроша випускалися празький грош в Богемії, грошен в Німеччині, гроут в Англії, кроат в Каталонії тощо. 
Латиною турський грош може фігурувати під такими назвами: turonensis argenti (турський срібний), denarius grossus (товстий денарій), grossus turonus (товстий турський), grossus albus (товстий білий), turnose (турноза).

## Опис
Монета мала діаметр приблизно 25 мм і загальну вагу 4,22 грама. З однієї турської марки срібла 958 проби, карбували 58 турських грошей, тобто кожна монета містила 4,044 грам чистого срібла. Хоча проба срібла в монетах поступово знижувалась, загальний вид та вага турського гроша зберігалась неухильно біля ста років до часів короля Карла V (1364—1380), коли вага монети знизилася до 2,5 г..
На аверсі монети було зображено символ міста Тур (каплиця або міська брама), круговий напис «TURONUS CIVIS» та 12 лілій по краю монети. В центрі реверса разміщувався хрест с внутрішнім круговим написом — іменем сюзерена и зовнішнім — «B(e)N(e)DICTV(m) SIT NOME(n) D(omi)NI N(ost)RI DEI IH (e)SV XP (Christ) I» (Нехай буде благословенне ім'я Господа Бога нашого, Ісуса Христа).

## Історія

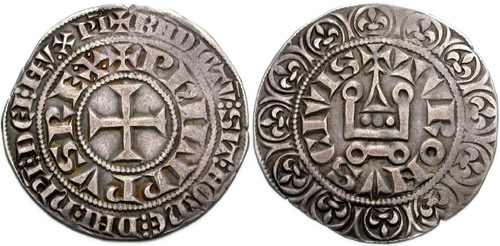
Турський грош Філіппа III (1270—1285) (25 мм, 4.10 г., 7h).

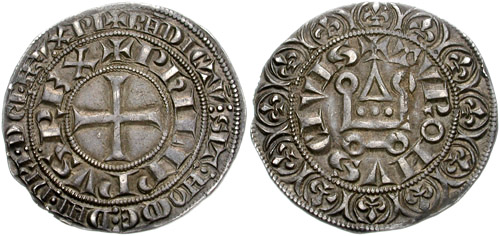
Турський грош Філіпа IV (1295—1314) (24 мм, 4.11 г., 7h).

### Історичні передумови появи «великого денарія»
Після 400-літнього домінування в Європі каролінзького денарія, що неухильно знецінювався, справжній прорив як новий європейський стандарт для срібної торгової монети зробила монета під назвою «товстий денарій» (лат. denarius grossus) або гроссо, яку біля 1200 року почала карбувати Венеційська республіка. Ця монета важила 2,2 грама і містила 98,5 ‰ чистого срібла, найвищу пробу, яку могла досягнути середньовічна металургія. Через високий та стабільний вміст срібла швидко венеційське гроссо став стандартною «торговою» монетою в Середземноморському регіоні. Невдовзі монети типу венеційського товстого денарія «гроссо» з'явились у інших торгових містах північної Італії — в Пізі, Лукці, та Флоренції.

### Турський «великий денарій»

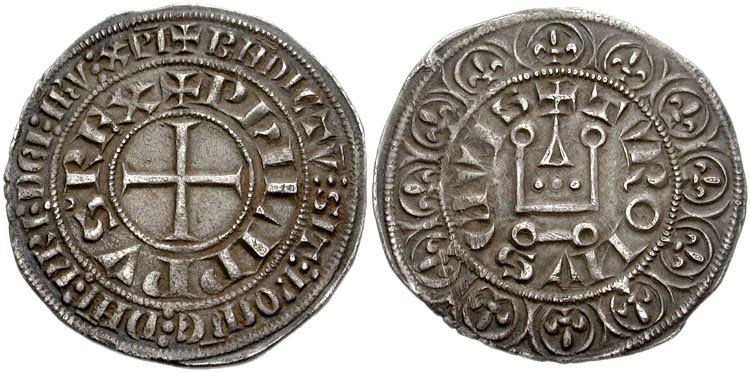
Турський грош Філіпа V (1316) (27 мм, 3.95 г.)

В 1204 році, після приєднання до Французького королівства Турені з містом Тур, указом короля Філіпа II Августа до того регіональний турський денарій (варіант каролінзького денарія, що карбувався в місті Тур) був затверджений як стандартна срібна монета на всій території Французького королівства. Філіп встановив, що з однієї срібної турської марки 23-картаного срібла вагою 244.75 грам мало карбуватись 640 турських денаріїв або деньє (фр. denier лат. denarius) загальною вагою 1,16 грам, що містили 0,365 г срібла.
У 1266 році король Франції Людовик IX видав ордонанс про карбування в місті Тур нової монети під назвою «великий турський денарій» (лат. grossus denarius Turonus), що мала дорівнювати по вмісту срібла вартості 12 звичайним або «тонким» турським денаріям. Нова монета отримала в побуті скорочену назву турський грош (фр. gros tournois, дослівно — «великий турський»).

З однієї турської марки 23-картаного срібла вагою 244.75 грам мали карбувати 58 нових монет. Таким чином кожен турський грош важив 4,22 грама срібла 958 проби та містив 4,044 г чистого срібла. Монета оцінювалась в 12 старих турських денаріїв (деньє), один турський соль або 1/20 турського лівра.

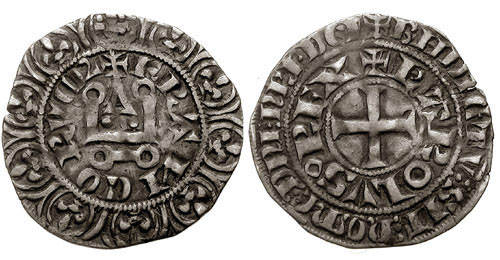
Монета в 1/2 турського гроша Карла IV (1322—1328) (21 мм, 1.74 г.)

Король Франції Філіп IV (1285—1314) випускав також монети номіналом у 1/2 і 1/3 турського гроша.
Вага та проба срібла в монеті поступово, але неухильно падали. За Філіпа V (1316—1322) з марки срібла карбували 59 1/6 монет (вагою 4,137 г), при Філіпі VI (1328—1350) — 60 (вагою 4,08 г), при Карлі V (1364—1380) — 96 (вагою 2,55 г). За часів Філіпа VI на паризькому монетному дворі було запроваджено карбування нового зменшеного паризького гроша, еквівалентних по вартості турському.
З 1352 року для покриття витрат на війну з англійцями Іоанн II Добрий (1350—1364) почав випускати біллонну монету монету зі срібла 500-ї проби під назвою «білий грош» (фр. gros blanc) або бланк.

## Вплив
Французький турський грош задав новий стандарт срібної монети, який швидко поширився також всією іншою Європою. Турський грош зіграв для торгівлі в країнах, північніше від Альп ту ж роль, яку виконав венеційський гроссо для в Середземноморській торгівлі. За зразком турського гроша випускалися паризький грош у Франції, празький грош в Богемії, грошени в Німеччині, гроут в Англії тощо. Монети типу "товстого торнезе" карбувались у Німеччині (Turnos, Turnose, Weißpfenning), у Нідерландах, у Португалії (tornez).